# Сату Ноу (Михаилешти)
Ново село (рум. Satu Nou) насеље је у Румунији у округу Бузау у општини Михаилешти. Oпштина се налази на надморској висини од 74 m.

## Становништво
Према подацима из 2002. године у насељу је живело 457 становника, од којих су сви румунске националности.